# Pombia
Pombia est une commune italienne de la province de Novare, dans la région Piémont, à environ 100 km au nord-est de Turin.
Depuis 1976, elle est connue pour son Safari Park. Son histoire remonte à l'antiquité latine, où elle s'appelait Flavia Plumbia.

## Administration
| Période                                  | Période | Identité | Étiquette | Qualité |
| ---------------------------------------- | ------- | -------- | --------- | ------- |
|                                          |         |          |           |         |
| Les données manquantes sont à compléter. |         |          |           |         |

### Communes limitrophes
Divignano, Marano Ticino, Somma Lombardo, Varallo Pombia, Vizzola Ticino.